# Нове (село, Лозівський район)
Нове́ — село в Україні, у Лозівському районі Харківської області. Входить до складу Біляївської селищної громади. Населення становить 191 осіб.

## Географія
Село Нове знаходиться біля залізничної станції Берека. На відстані 2,5 км розташовані села Задорожнє і Берека. Поруч проходить автомобільна дорога Т 2107.

## Історія
Село засноване 1924 року.
3 грудня 2008 року колишнє селище отримало статус села.
- 12 червня 2020 року, відповідно до Розпорядження Кабінету Міністрів України  № 725-р «Про визначення адміністративних центрів та затвердження територій територіальних громад Харківської області», увійшло до складу Біляївської селищної громади[1].
- 19 липня 2020 року, в результаті адміністративно - територіальної реформи та ліквідації Первомайського району, село увійшло до складу Лозівського району Харківської області[2].

## Населення

### Мова
Розподіл населення за рідною мовою за даними :
| Мова       | Кількість | Відсоток |
| ---------- | --------- | -------- |
| російська  | 134       | 70.16%   |
| українська | 57        | 29.84%   |
| Усього     | 191       | 100%     |

## Відомі особистості
В поселенні народився:
- Соболь Федір Мусійович (1885—1973) — український хормейстер.